# Rete tranviaria di Nottingham
La rete tranviaria di Nottingham (conosciuta come Nottingham Express Transit) è la rete tranviaria che serve la città britannica di Nottingham. È composta da due linee per un totale di 32 km.
Il servizio è stato aperto al pubblico il 9 marzo 2004 e una seconda fase, che ha più che raddoppiato le dimensioni del sistema nel suo complesso, inaugurato il 25 agosto 2015.